# Thüringerberg
Thüringerberg is een gemeente in de Oostenrijkse deelstaat Vorarlberg, gelegen in het district Bludenz (BZ). De gemeente heeft ongeveer 700 inwoners.

## Geografie
Thüringerberg heeft een oppervlakte van 10,39 km². Het ligt in het westen van het land.

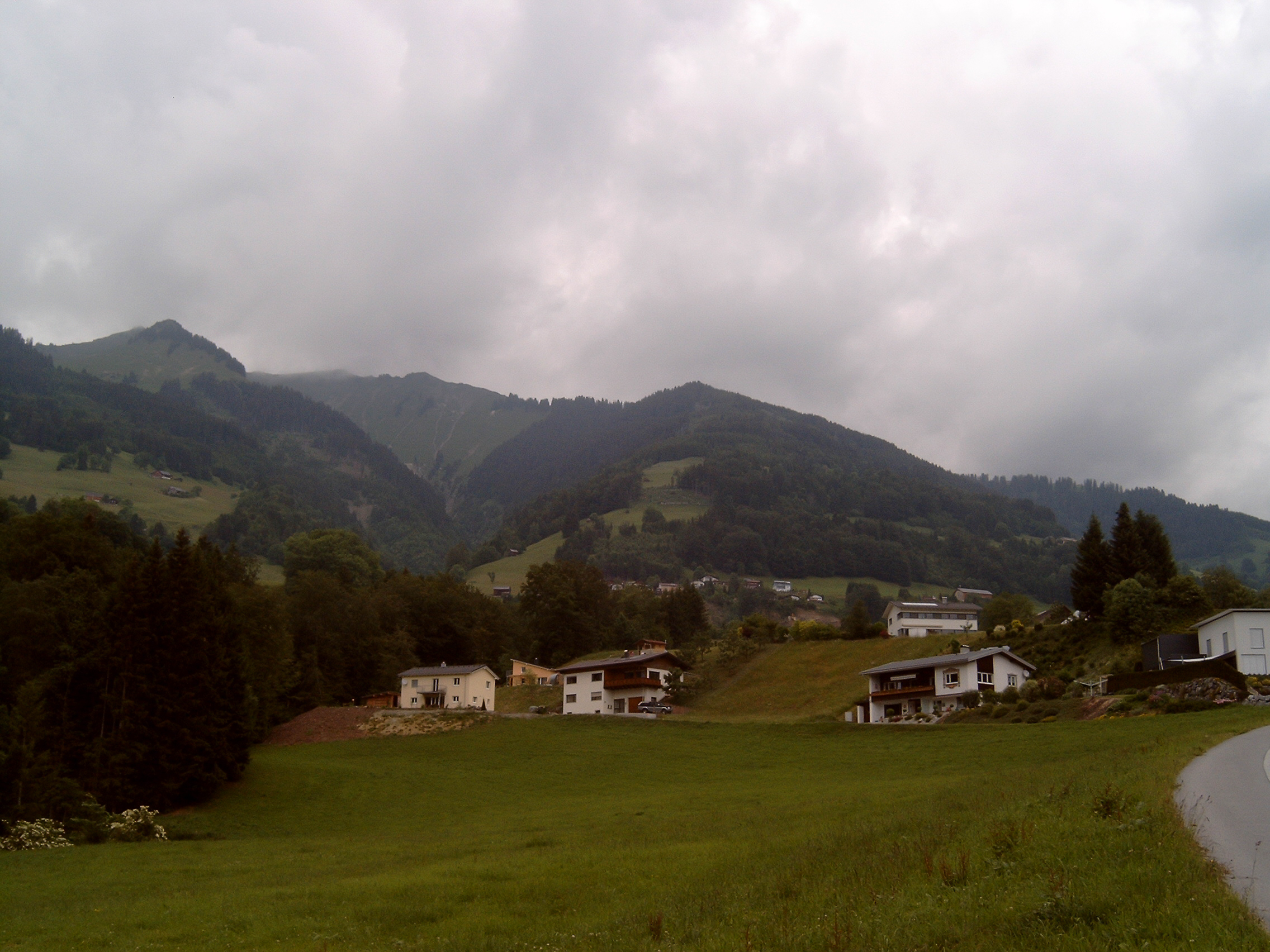
Thüringerberg, straatzicht

Bartholomäberg · Blons · Bludenz · Bludesch · Brand · Bürs · Bürserberg · Dalaas · Fontanella · Gaschurn · Innerbraz · Klösterle · Lech · Lorüns · Ludesch · Nenzing · Nüziders · Raggal · Sankt Anton im Montafon · Sankt Gallenkirch · Sankt Gerold · Schruns · Silbertal · Sonntag · Stallehr · Thüringen · Thüringerberg · Tschagguns · Vandans
- Gemeinsame Normdatei: 4527838-6
- Nationale Bibliotheek van Tsjechië: xx0319921
- Virtual International Authority File: 246954273